# Парогре (остановочный пункт)
Па́рогре (латыш. Pārogre) — остановочный пункт на территории города Огре в Огрском крае Латвии, на железнодорожной линии Рига — Крустпилс.

## История
Платформа Парогре открыта в 1931 г. Пассажирское здание построено бесплатно и из материалов, собранных в виде пожертвования Парогрским обществом благоустройства. В 1932 г. рядом со зданием высадили 50-и метровую липовую аллею, а в 1935 г. к липам прибавились пальмы. Во время строительства второго пути в 1957 г., остановочный пункт незначительно переместили..